# Раул-Суарис
Рау́л-Суа́рис (порт. Raul Soares)  —  муниципалитет в Бразилии, входит в штат Минас-Жерайс. Составная часть мезорегиона Зона-да-Мата. Входит в экономико-статистический  микрорегион Понти-Нова. Население составляет 30 808 человек на 2006 год. Занимает площадь 771,469 км². Плотность населения — 39,9 чел./км².

## История
Город основан 10 сентября 1925 года.

## Статистика
- Валовой внутренний продукт на 2006 год составляет 271 113 480,00 реалов (данные: Бразильский институт географии и статистики).
- Валовой внутренний продукт на душу населения на 2006 год составляет 8800,10 реалов (данные: Бразильский институт географии и статистики).
- Индекс развития человеческого потенциала на 2006 год составляет 0,810 (данные: Программа развития ООН).

## География
Климат местности: тропический.